# Ocean Rain
Ocean Rain è il quarto album degli Echo & the Bunnymen, pubblicato nel 1984 dalla Korova nel Regno Unito e dalla Sire Records negli Stati Uniti.
Dall'album sono stati tratti i singoli The Killing Moon che fu successo planetario, Silver e Seven Seas.
Nel 2003 l'album è stato ristampato con otto brani in aggiunta, nel 2008 è stata pubblicata dalla Rhino Records in una edizione speciale in 2 dischi di cui il secondo è la registrazione del concerto tenuto al Royal Albert Hall il 19 luglio 1983.

## Tracce

### Edizione originale
1. Silver - 3:21
2. Nocturnal Me - 4:57
3. Crystal Days - 2:24
4. The Yo Yo Man - 3:11
5. Thorn of Crowns - 4:52
6. The Killing Moon - 5:47
7. Seven Seas - 3:19
8. My Kingdom - 4:06
9. Ocean Rain - 5:09

### Brani in aggiunta nell'edizione del 2003
1. Angels and Devils – 4:24 (registrata a San Francisco)
2. All You Need Is Love (live) – 6:45 - (Lennon/McCartney)
3. The Killing Moon (live) – 3:27
4. Stars are Stars (live) – 3:05
5. Villiers Terrace (live) – 6:00
6. Silver (live) – 3:25
7. My Kingdom (live) – 3:58
8. Ocean Rain (live) – 5:18

### Collector's edition del 2008 (Rhino Records, 5186-50451-5)

#### Brani in aggiunta sul disco 1
1. Angels and Devils – 4:24
2. Silver (Tidal Wave) – 3:25
3. The Killing Moon (All Night version) – 3:27

#### Disco 2 (Live at the Royal Albert Hall, 1983)
1. Going Up - 5:14
2. Villiers Terrace - 3:12
3. All That Jazz - 2:44
4. Heads with Roll - 3:57
5. Porcupine - 4:07
6. All My Colours (Zimbo) - 4:12
7. Silver - 3:20
8. Simple Stuff - 2:38
9. The Cutter - 3:40
10. The Killing Moon - 3:02
11. Rescue - 4:06
12. Never Stop - 4:37
13. The Back of Love - 3:14
14. No Dark Things - 3:36
15. Heaven up Here - 3:54
16. Over the Wall - 6:51
17. Crocodiles - 6:56

## Formazione
- Ian McCulloch - voce, chitarra
- Will Sargeant - chitarra solista
- Les Pattison - basso
- Pete DeFreitas - batteria

### Altri musicisti
- Adam Peters - piano, violoncello